# Буенавентура Дурути
Хосе Буенавентура Дурути Думанже (на испански: José Buenaventura Durruti Dumange; р. 14 юли 1896 – п. 20 ноември 1936) е централна фигура на испанския анархизъм през периода преди и по време на Испанската гражданска война.

## Биография

### Ранен период
Дурути е роден в Леон, Испания. Започва работа на 14-годишна възраст като общ работник на железопътната гара в Леон, Испания. През 1917 г. социaлистическият Unión General de Trabajadores (UGT) обявява стачка, в която Дурути е сред видните участници. Правителството изпраща Испанската армия срещу стачниците, убити са 70 и ранени повече от 500 работници. 2000 души от стачкуващите са пратени в затвора, без да бъдат произнесени присъди. Дурути бяга във Франция.
По време на изгнанието си Дурути работи като механик в Париж. През 1920 г. заминава за Барселона, за да организира работниците. В Каталуния, заедно с Хуан Гарсия Оливер, Франциско Асказо и няколко други анархисти, основава Los Solidarios („Единство“). Членове на тази група се опитват да убият крал Алфонсо XII, но опитът е неуспешен. През 1923 г. групата участва в покушението над кардинал Хуан Солдевиля и Ромеро като отмъщение за убийството на Салвадор Седжю - активист на анархо-синдикалния съюз. През същата година Дурути и другарите му организират атаки над военните казарми в Барселона и над граничните застави близо до Франция. Тези атаки са неуспешни и значителен брой анархисти са убити. След тези неуспехи Дурути, Асказо и Оливер бягат в Аржентина. Пътуват из Латинска Америка, посещавайки страни като Куба и др.
Дурути и другарите му се завръщат в Барселона, превръщайки се във влиятелни борци в 2 от най-големите анархистки организации в Испания по онова време – Federacion Anarquista Iberica (FAI) и тази на анархо-синдикалисткия профсъюз Национална конфедерация на труда (CNT). Влиятелната група на Дурути в CNT предизвиква разделение и заедно с реформистката фракция на Енгел Пестана основават Синдикалната партия през 1931 г.

### Гражданска война
Работейки заедно с другарите си във FAI и CNT, Дурути подпомага координацията на въоръжената съпротива срещу военните начело с Франциско Франко с цел да предотврати опита на генерал Годед да овладее Барселона. По време на битката за казармите на Атаразанас дългогодишният другар на Дурути, Асказо, е прострелян и впоследствие почива. По-малко от седмица по-късно, на 24 юли 1936 г., Дурути повежда над 3000 въоръжени анархисти (по-късно наричани строя на Дурути) от Барселона към Сарагоса. След кратката и кръвопролитна битка при Каспе (в Арагон) те се спират при Пина де Ебро, като по съвет на офицер от редовната армия отлагат нападението на Сарагоса.

## Смърт
На 12 ноември анархистката Федерика Монтесини го убеждава от името на правителството да напусне Арагон и Дурути повежда войската си към Мадрид, за да подпомогнат отбраната на града. На 19 ноември той е прострелян, докато провежда контраатака в зоната на Casa de Campo. Според Антъни Бийвър (в книгата му „Испанската гражданска война“) Дурути е убит по погрешка от пистолет на негов другар. По онова време анархистите твърдят, че е улучен от куршум на вражески снайперист „поради причини на морал и пропаганда“.
Според друго свидетелство смъртта на Дурути настъпва вследствие на вражеска стрелба от клиничната университетска болница в Мадрид, превзета от Националистическите сили и в частност от частите на маврите, които доминирали околността. След като получава съобщение, че започва евакуация на болницата, Дурути моли личния си шофьор Хулио Грейв да го закара в района. По пътя срещат група милиционери, които Дурути помислил, че дезертират от битката. Като предпазна мярка Дурути накарал шофьора да спре колата до малък хотел. Излиза от автомобила, тръгва към разпръснатите милиционери и им нарежда да се връщат към фронта. Милиционерите се подчиняват, а Дурути се връща към автомобила. Дъждът от куршуми се засилва, защото бранителите стрелят ожесточено от обширната червена грамада на клиничната болница. Стигайки до вратата на колата, Дурути пада на земята, след като получава куршум в сърцето.
Умира на 20 ноември 1936 в известния хотел „Риц“ на 40-годишна възраст. Пронизалият сърцето му куршум е причинил смъртта му.

## Наследство
| „                   | „Ние, работниците, сме тези, които построиха палатите и градовете тук в Испания, Америка и навсякъде. Ние, работниците, можем да построим други, които да заемат мястото им. И то по-добри! Ни най-малко не се страхуваме от руините. Ние ще наследим земята и няма ни най-малко съмнение в това. Буржоазията може да процъфти и да срине собствения си свят, преди да слезе от сцената на историята. Ние носим нов свят тук в сърцата си.” | “ |
| Буенавентура Дурути | |   |

Тялото на Дурути е транспортирано през цялата страна до Барселона за погребението му. Над половин милион души изпълват улиците, за да го изпратят по последният му път до гробището Монтджуик. Това е последната широко мащабна публична демонстрация на анархистите по време на горчивата и кървава Гражданска война.
Хю Томас отбелязва: „Смъртта на Дурути отбелязва края на класическата ера на испанския анархизъм.“ Анархисткият поет прокламира, че благородството на Дурути по време на живота му е подтикнало „хиляди обикновени хора да тръгнат заедно с него“.